# Aviano
Aviano (Davian en frioulan) est une commune d'environ 10 000 habitants, de la province de Pordenone dans la région autonome du Frioul-Vénétie Julienne en Italie.

## Histoire
La ville a fait partie du patriarcat d'Aquilée jusqu’au 1420. Ensuite, elle est soumise à l’autorité de la république de Venise, au-dessous de laquelle elle restera jusqu’à la chute de la Serenissima, lors de la signature du traité de Campo-Formio, qui décréta le transfert de l’ensemble du territoire vénitien à l’Empire Autrichien. Aviano est finalement devenue italienne en 1866, à la suite de la troisième guerre d'indépendance italienne.
La ville est connue pour abriter l'aéroport militaire Pagliano e Gori, fondé en 1911. Actuellement l’aéroport est une base italienne. Elle était le point de départ des avions de chasse et des bombardiers américains de l'USAFE pendant les guerres yougoslaves.

## Économie
De forte tradition agricole, la ville compte néanmoins plusieurs sites industriels mécaniques de petite taille. La base américaine et la station internationale de sports d'hiver et d'été de Piancavallo sont d’autres importantes sources de revenu.

## Géographie
Aviano est située aux pieds des Préalpes Carniques, à l’extrémité nord de la plaine veneto-frioulane.

## Culture
La langue frioulane, dans sa variation occidentale, est couramment parlée par les habitants de la ville.
Chaque mois d'août est organisé à Piancavallo-Aviano le Festival International de Folklore.

## Administration
| Période                                  | Période | Identité                 | Étiquette           | Qualité |
| ---------------------------------------- | ------- | ------------------------ | ------------------- | ------- |
| 15 juin 2004                             | 2007    | Riccardo Berto           | Forza Italia        |         |
| 29 mai 2007                              | 2017    | Stefano Del Cont Bernard | Partito Democratico |         |
| 11 juin 2017                             | 2022    | Ilario De Marco Zompit   | Centre-Droit        |         |
| Les données manquantes sont à compléter. |         |                          |                     |         |

### Hameaux
Castel d'Aviano, Giais, Marsure, San Martino di Campagna, Villotta, Beorchia, Costa Ornedo, Pedemonte, Piancavallo (station internationale), Somprado, Selva

### Communes limitrophes
Barcis, Budoia, Fontanafredda, Montereale Valcellina, Roveredo in Piano, San Quirino, Tambre

## Sport
Le 30 mai 1998, la 14e étape du Tour d'Italie s'est terminée à Piancavallo avec la victoire de Marco Pantani.
La station internationale de sports d'hiver de Piancavallo, dans les Préalpes Carniques, est réputée à l'échelon européen.

## Personnalités liées à la ville
- bienheureux Marc d'Aviano (1631-1699), de son nom de baptême Carlo Domenico Cristofori, capucin, conseiller de l'empereur Léopold Ier du Saint-Empire, béatifié en 2003.
- Pierre Polo
- Attilio Redolfi
- Fabio Rossitto
- Giacomo Zanussi

## Galerie de photos

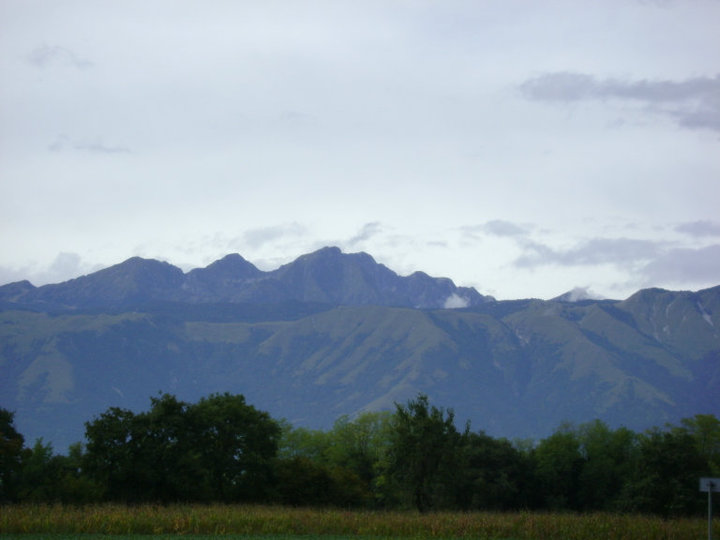
Les montagnes d’Aviano
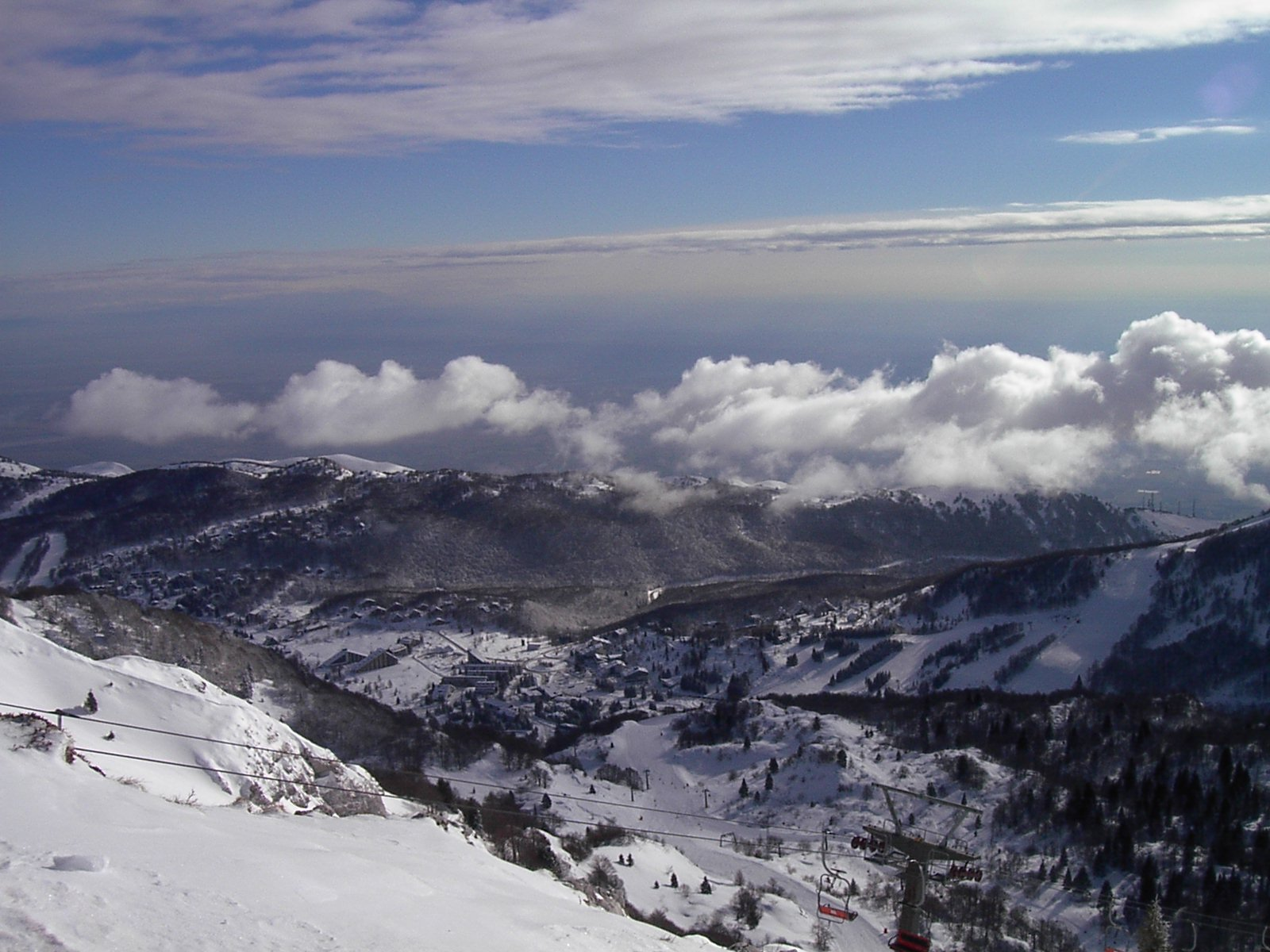
La station de ski de Piancavallo en 2004
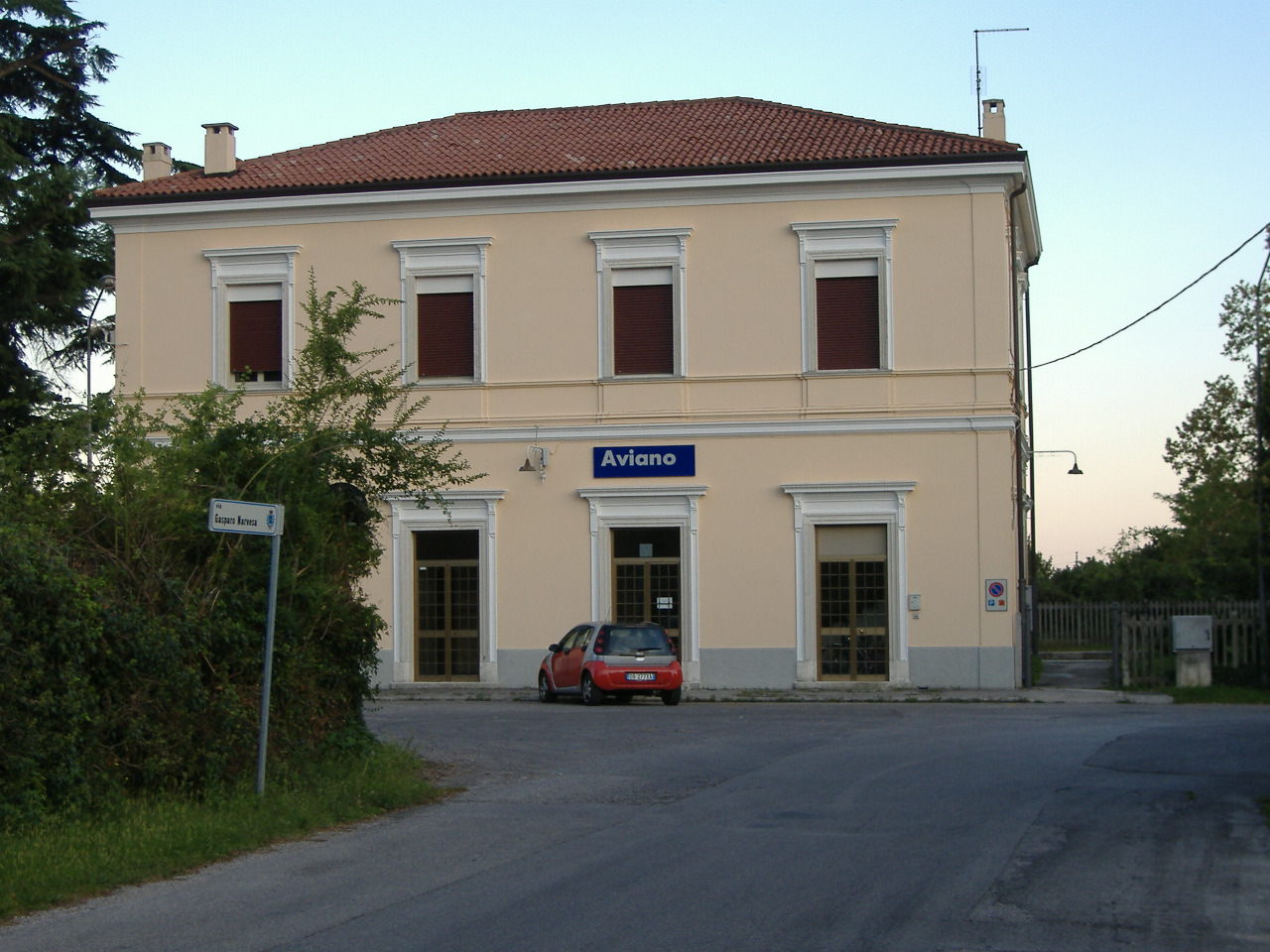
La gare
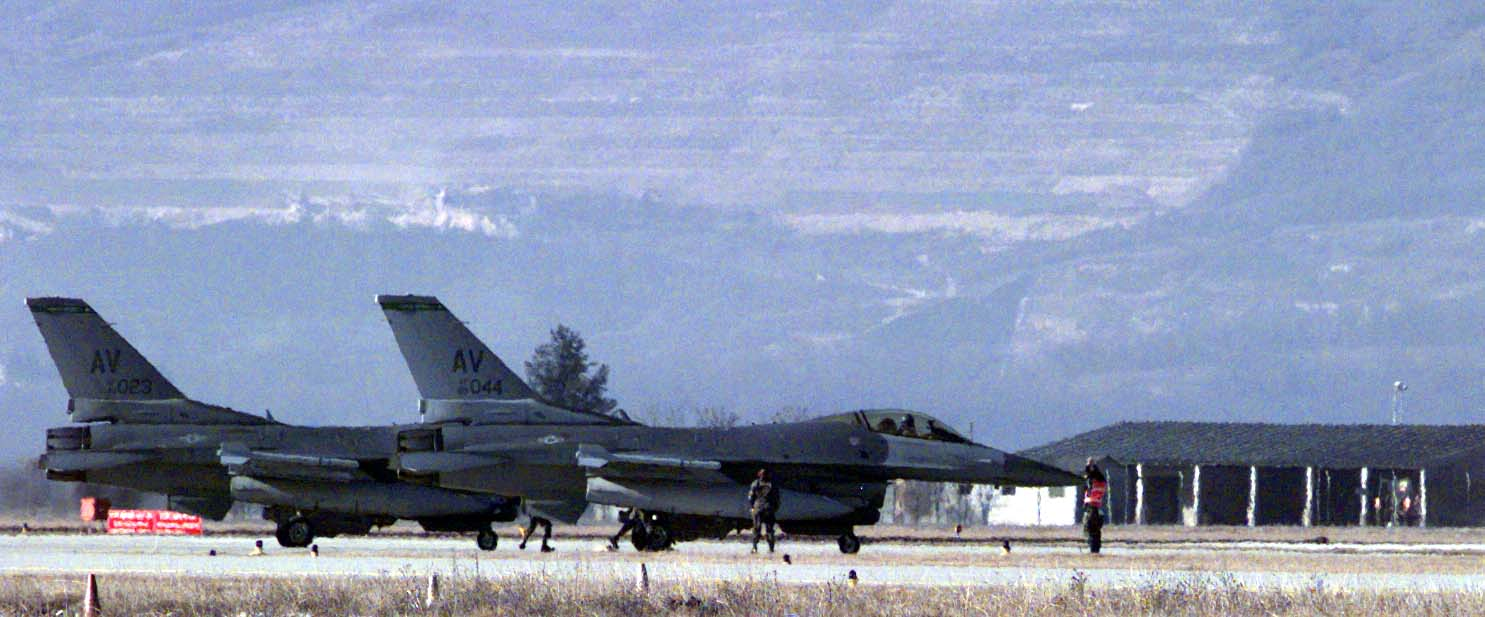
Des F-16 américains dans la base